# John Crocker
El general Sir John Tredinnick Crocker GCB KBE DSO MC (4 de gener de 1896 – 9 de març de 1963) va ser un oficial de l'exèrcit britànic, comandant d'un cos d'exèrcit durant la Segona Guerra Mundial.

## Biografia

### I Guerra Mundial
En esclatar la I Guerra Mundial Crocker s'allistà com a soldat ras al Artists' Rifles, un cos d'entrenament per a oficials, abans d'unir-se al Cos de Metralladores (MGC) com a oficial. Va tenir una carrera distingida a la guerra, guanyant l'orde del Servei Distingit i la Creu Militar amb la 174a Companyia de Metralladores de la 59a Divisió (Staffordshire) a França.

### Període d'entreguerres
Després de l'armistici, Crocker abandonà l'exèrcit per preparar-se com a procurador, però no gaudí amb aquesta nova professió i decidí tornar a l'exèrcit. Després d'un breu període com a oficial d'infanteria al Regiment de Middlesex, Crocker s'especialitzà en el llavors nou camp de la guerra cuirassada, unint-se al Royal Tank Corps el 1923. Ocupà diversos càrrec de camp i d'estat major, incloent el de Brigade Major de Percy Hobart i oficial d'estat major general de 1r grau (GSO1) d'Alan Brooke, quan aquest comandà la Divisió Mòbil. Quan esclatà la Segona Guerra Mundial era oficial d'estat major al Comandament Meridional.

### II Guerra Mundial
L'abril del 1940 va ser nomenat comandant de la 3a Brigada Cuirassada a la 1a Divisió Cuirassada a França. La brigada, com li succeí a la major part del Cos Expedicionari Britànic (BEF), va quedar virtualment destruïda durant la batalla de França. Desembarcat a Cherbourg, igual que la resta de la BEF es retirà fins a Dunkerque, on la 1a Divisió atacà sense èxit els caps de pont alemanys al riu Somme abans de tornar a Cherbourg, on les restes de la divisió (incloent els darrers 13 tancs de la brigada) van ser evacuats.
De tornada a Anglaterra, Crocker va rebre el comandament de la nova 6a Divisió Cuirassada al setembre de 1940, del XI Cos a East Anglia al març de 1942 i del IX Cos al setembre de 1942, abans de tornar a ser enviat a l'estranger el 1943, aquest temps a Tunísia. Crocker mostrà impaciència al Pas de Fondouk el 8 d'abril de 1943 en intentar fer passar la 6a Cuirassada i la 34a divisió d'infanteria estatunidenca per una escletxa enmig de defenses molt ben preparades pels alemanys. Va ser ferit en un accident d'entrenament, durant una demostració amb un PIAT antitanc, poc abans de la batalla final per Tunis i ja no tornà a entrar en acció al nord d'Àfrica. Malgrat tot, creà certa controvèrsia en criticar l'actuació de les tropes estatunidenques a la premsa.
En tornar al servei actiu a l'agost de 1943 va rebre el comandament del I Cos, part del Segon Exèrcit del general Miles Dempsey, entrenant-se per l'operació Overlord, la invasió aliada de França. Malgrat que el Crocker era un comandant experimentat en la guerra cuirassada, el I Cos va ser predominantment una formació d'infanteria, però el general Montgomery, comandant del 21è Grup d'Exèrcits, confiava en les seves habilitats organitzatives i li encarregà la difícil tasca de conquerir Caen. Durant el Dia-D, Crocker tenia més feina que cap altre comandant de cos: havia de controlar dues platges de desembarcament (Juno i Sword) i un assalt aerotransportat.
Malgrat l'èxit del desembarcament, Caen no va caure el Dia-D, i el cos de Crocker participà en la sagnant batalla de Caen que s'estengué durant dos mesos, incloent l'operació Charnwood. Passant sota el comandament del Primer Exèrcit Canadenc del tinent general Harry Crerar a l'agost de 1944, el I Cos avançà fins al Sena i participà en les operacions de neteja de la costa francesa i belga. Quan arribà la rendició alemanya al maig de 1945, el I Cos encara estava a la riba sud del riu Maas, fent front al XV. Armee. L'únic fill de John Croocker, Wilfrid, un tanc oficial al 5è Royal Inniskilling Dragoon Guards, va morir el 20 d'octubre de 1944 mentre que lluitava a Holanda.

### Darrers anys
El 1945, esdevingué comandant en cap del Comandament Meridional i el 1947 va ser nomenat comandant en cap de les Forces Terrestres de l'Orient Mitjà i, el 1950, culminà la seva en esdevenir Adjunt General de les Forces, abans de retirar-se el 1953. El 1949 Montgomery recomanà a John Crocker perquè el succeís com a Cap de l'Estat Major Imperial General, però el Primer Ministre Clement Attlee nomenà a Sir William Slim, més conegut. La contribució més important de Crocker durant la postguerra va ser la redacció dels manuals d'entrenament que dictaren la doctrina de la guerra cuirassada de l'exèrcit britànic durant els anys de la Guerra Freda.
Després de retirar-se esdevingué vicepresident de la Comissió Imperial de Tombes de Guerra i Lord Lieutenant de Middlesex.

## Dates de promoció
- Tinent de 2a - 16/12/1920, antiguitat 26/06/1919 [10435]

...
...
- Tinent General – 15/10/1945, antiguitat 03/09/1944
- General – 06/03/1947, antiguitat 02/10/1946 (reitrat 29/09/1953)[5]

## Condecoracions
- Gran Creu de Cavaller de Molt Honorable Orde del Bany – 1948 
  - Cavaller de l'orde del Bany – 1947
  - Company de l'orde del Bany – 5/8/1943
- Cavaller Comandant de l'Imperi Britànic – 28/9/1944
  - Comandant de l'Imperi Britànic – 27/9/1940
- Orde del Servei Distingit – 1918
- Creu Militar - 1918
- Medalla Britànica de la Guerra 1914-20
- Medalla de la Victòria 1914-1918
- Estrella de 1939-45
- Estrella d'Àfrica
- Estrella de França i Alemanya
- Medalla de la Guerra 1939-1945
- Menció als Despatxos (9/8/1945 – 8/11/1945)